# Elapomorphus quinquelineatus
Elapomorphus quinquelineatus är en ormart som beskrevs av Raddi 1820. Elapomorphus quinquelineatus ingår i släktet Elapomorphus och familjen snokar. Inga underarter finns listade i Catalogue of Life.
Arten förekommer i sydöstra Brasilien från delstaten Santa Catarina till delstaten Espírito Santo. Den lever i skogar nära Atlanten och den gräver vanligen i det översta jordlagret. Elapomorphus quinquelineatus besöker även angränsande landskap. Individerna kan vara aktiva både på dagen och på natten. De jagar främst masködlor av familjen Amphisbaenidae samt troligen maskgroddjur av familjen Caeciliidae. Parningen sker oftast i december och äggen kläcks vanligen i mars.
Troligen påverkas beståndet negativt när landskapet förändras alltför mycket. Allmänt är arten vanligt förekommande. IUCN listar den som livskraftig (LC).